# 双烈园
双烈园位于中国浙江省杭州市富阳区富春街道鹳山东南山腰、富春江畔。

## 历史
为郁华（郁曼陀）和郁达夫兄弟两烈士纪念地，自南至北依次为郁华血衣冢（1947年建）、双烈亭（1979年建，为五角攒尖亭）和松筠别墅（清末民初建）。其中松筠别墅为砖木结构楼房三间，原为郁华藏书及奉母养身之处，因黎元洪赠郁母“节比松筠”匾而得名，1985年辟为文物陈列室。